# Påskkrisen (1948)
Påskkrisen var en politisk kris i Danmark kring påsken 1948. Före påsken fanns rykten om att Sovjetunionen skulle understödja ett kommunistiskt maktövertagande. Detta bidrog till en febril aktivitet med militära diskussioner med Norge och Sverige (om möjlighet att bilda förbund) och med USA (om att köpa försvarsmateriel) samt militära aktiviteter som indragen påskledighet. Oron var baserat på händelser under den oroliga efterkrigstiden. Pragkuppen hade skett i februari samma år. Då ryktena visade sig vara utan grund gick krisen över. Den bidrog till att Danmark var med när NATO grundades ett år senare. 